# Jacques Joseph Couture
Jacques Joseph Couture, né le 20 mai 1767 à Paris, mort le 23 juillet 1841 à Besançon (Doubs), est un général français de la révolution et de l’Empire.

## Famille
fils de Joseph-Abel Couture, architecte des domaines et neveu de Guillaume-Martin Couture, Architecte

## États de service
Il est fait chevalier de la Légion d’honneur le 14 mars 1806 et il est créé baron de l’Empire le 26 avril 1810. Le 7 septembre 1812, il participe à la bataille de la Moskova
Le 3 août 1813, il est élevé au grade d’officier de la Légion d’honneur et le 29 août 1813 il est promu général de brigade d’infanterie.
Le roi Louis XVIII le fait chevalier de Saint-Louis le 19 juillet 1814 et à la Seconde Restauration, il est nommé commandant du département de l’Ariège en août 1815. Il occupe les fonctions d’inspecteur de l’infanterie de 1816 à 1818. Il est fait commandeur de la Légion d’honneur le 29 mai 1825.
Il est admis à la retraite en 1832.
Il meurt le 23 juillet 1841, à Besançon.

## Dotation
- Le 17 mars 1808, donataire d’une rente de 2 000 francs sur le Mont-de-Milan.
- Le 15 mars 1809, donataire d’une rente de 2 500 francs sur Rome.

## Armoiries
| Figure | Nom du baron et blasonnement |
| ------ | --- |
|        | Armes du baron Jacques Joseph Couture et de l'Empire, décret du 15 août 1809, lettres patentes du 26 avril 1810, commandeur de la Légion d'honneur Écartelé au premier de sinople à l'ancre d'or ; au deuxième des barons tirés de l'armée, au troisième de gueules au chevron d'argent accompagné en chef de deux molettes du même et en pointe d'un lévrier courant d'argent au quatrième d'azur aux cinq ordres d'architecture d'or, le composite à dextre et les autres à la suite selon leur élévation - Livrées : les couleurs de l'écu, le verd en bordure seulement. |

## Sources
- (en) « Generals Who Served in the French Army during the Period 1789 - 1814: Eberle to Exelmans »
- Thierry Pouliquen, « Les généraux français et étrangers ayant servis [sic] dans la Grande Armée » (consulté le 3 août 2013)
- Michaud, Biographie des hommes vivants ou histoire par ordre alphabétique de la vie publique de tous les hommes qui se sont fait remarquer par leurs actions ou leurs écrits, par une société de gens de lettres et de savants, F.Didot, janvier 1817, 552 p. (lire en ligne), p. 253.
- « Cote LH/622/18 », base Léonore, ministère français de la Culture
- http://thierry.pouliquen.free.fr/noblesse/NoblesseCo.htm
- Vicomte Révérend, Armorial du premier empire, tome 1, Honoré Champion, libraire, Paris, 1897, p. 259.